# Gaston Colle

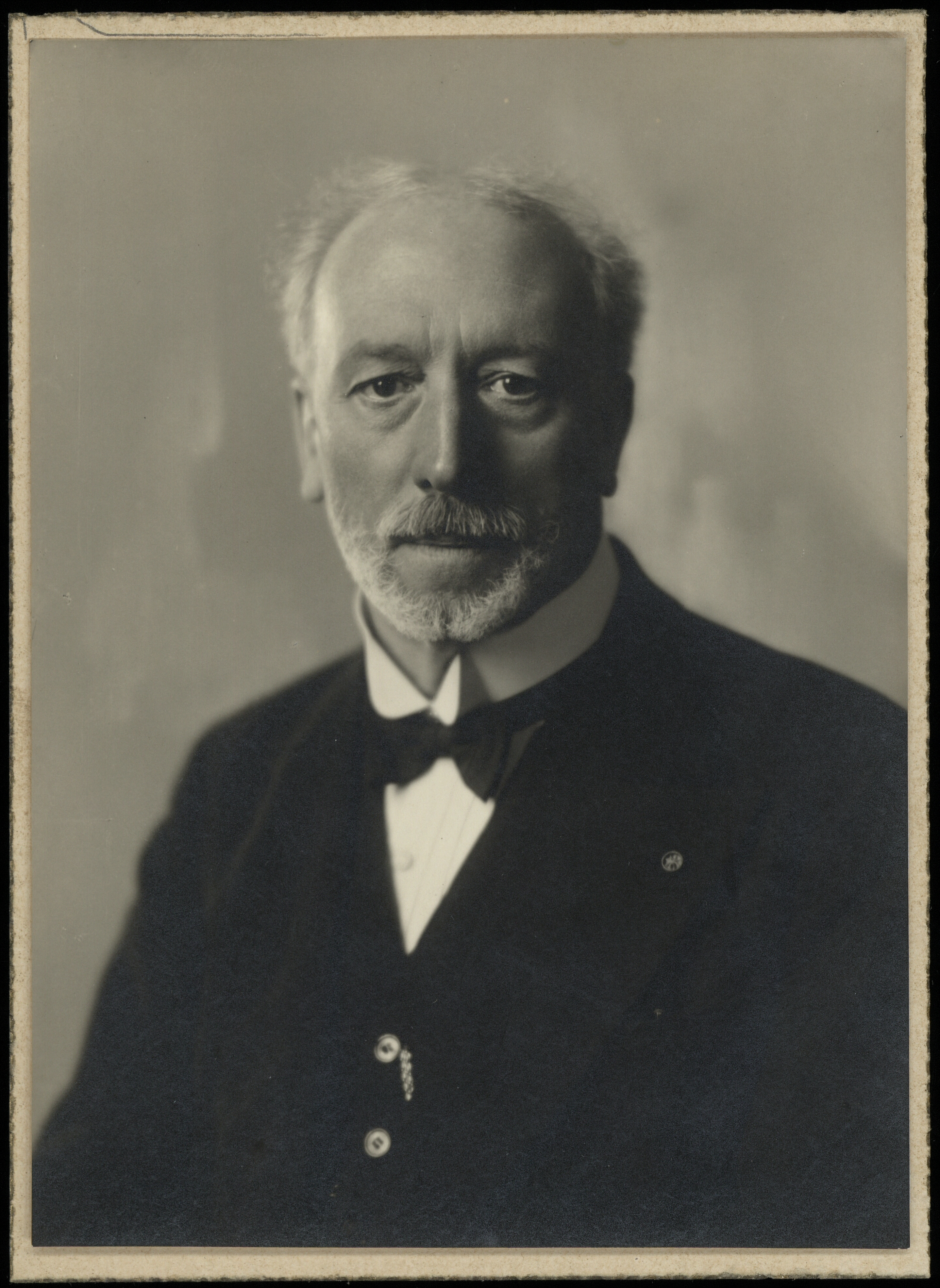
Gaston Colle

Gaston Colle (* 1. August 1881 in Tielt; † 30. August 1946 in Uccle/Ukkel bei Brüssel) war ein belgischer Philosoph und Philosophiehistoriker auf dem Gebiet der antiken Philosophie.
Nach dem Studium der Philosophie an der Universität Löwen wurde Colle 1919 zum Dozenten an der damals noch französischsprachigen Universität Gent mit einem französischsprachigen Lehrauftrag zur Philosophie morale ernannt und 1922 zum außerordentlichen Professor befördert. Einige Monate später, im Juni 1922, wurde ihm der französischsprachige Kurs in Metaphysik übertragen, 1923 außerdem niederländischsprachige Kurse (Logik, Anfänge der Moralphilosophie, Logik und Moralphilosophie). 1925 wurde er zum ordentlichen Professor ernannt. In der Folge wurden verschiedene Änderungen der Umschreibung seines Lehrauftrags vorgenommen, so dass er bald auf Französisch, bald auf Niederländisch Kurse zur Logik, Moral, Geschichte der Philosophie, lateinischen Texterklärung und Übersetzung sowie zur Metaphysik unterrichtete.
Hervorgetreten ist Colle durch seine französischsprachigen Übersetzungen mit Kommentar der ersten vier Bücher der Metaphysik des Aristoteles.

## Schriften (Auswahl)
- Aristote. Métaphysique. Livre I. Traduction et commentaire. Löwen 1912.
- Aristote. Métaphysique. Livres II et III. Traduction et commentaire. Institut supérieur de Philosophie, Löwen / Alcan, Paris 1922.
- Aristote. Métaphysique. Livre IV. Traduction et commentaire. Institut supérieur de Philosophie, Löwen 1931.
- Le divin Platon. Brussel 1934 (Publications de l’école des sciences philosophiques et religieuses, 2e série, 2).
- Les Éternels. Mélanges de philosophie et de critique. Brussel 1936.
- Les sourires de Béatrice. Nouveaux mélanges de philosophie et de critique. Brussel, Editions universitaires, Les presses de Belgique 1943.
- Mes Alyscamps. Derniers mélanges de philosophie et de critique. Antwerpen, De Nederlandse Boekhandel 1945.
- Bestendigheden. Een reeks lezingen. Uit het Frans vertaald door Henri Van Crombruggen. Brussel, Editions universitaires 1945.